# Patriotismo socialista
Patriotismo socialista é uma forma de patriotismo promovida por movimentos marxista-leninistas. O patriotismo socialista promove as pessoas que vivem em países marxista-leninistas a adotarem um "amor sem limites pela pátria socialista, um compromisso com a transformação revolucionária da sociedade e a causa do comunismo". Os marxista-leninistas afirmam que o patriotismo socialista não está conectado com o nacionalismo, já que os marxistas e os marxista-leninistas denunciam o nacionalismo como uma ideologia burguesa desenvolvida sob o capitalismo que coloca os trabalhadores uns contra os outros. O patriotismo socialista é comumente defendido diretamente ao lado do internacionalismo proletário, com os partidos comunistas considerando os dois conceitos compatíveis entre si. O conceito foi atribuído a Karl Marx e Vladimir Lenin por escritores soviéticos.
Lênin separou o patriotismo no que ele definiu como patriotismo proletário, socialista, do nacionalismo burguês. Lenin promoveu o direito de todas as nações à autodeterminação e o direito à unidade de todos os trabalhadores dentro das nações, porém ele também condenou o chauvinismo e alegou que havia sentimentos justificados e injustificados de orgulho nacional. Lenin acreditava que as nações submetidas a domínio imperial tinham o direito de buscar a libertação nacional do domínio imperial.

## Variantes em países

### União Soviética
Inicialmente, a Rússia Soviética e o início da União Soviética adotaram a ideia do internacionalismo proletário em vez do nacionalismo no qual se baseia o patriotismo. No entanto, após a incapacidade das revoluções socialistas de abolir o capitalismo e as fronteiras nacionais, Joseph Stalin promoveu o patriotismo socialista seguindo a teoria do "socialismo em um Único País".
O patriotismo socialista supostamente serviria tanto ao interesse nacional quanto ao interesse socialista internacional. Enquanto promovia o patriotismo socialista para a União Soviética como um todo, Stalin reprimiu os sentimentos nacionalistas em quinze repúblicas da União Soviética. No entanto, de acordo com alguns acadêmicos, o patriotismo soviético tinha na prática conotações nacionalistas russas.

### China
O Partido Comunista da China (PCC) e o governo da China defendem o patriotismo socialista. O Partido Comunista da China descreve o patriotismo socialista da seguinte forma: "O patriotismo socialista tem três níveis. No primeiro nível, os indivíduos devem subordinar seus interesses pessoais aos interesses do Estado. No segundo nível, os indivíduos devem subordinar seu destino pessoal ao destino de nosso sistema socialista. No terceiro nível, os indivíduos devem subordinar seu futuro pessoal ao futuro de nossa causa comunista." O PCC retrata o governo comunista como a personificação da vontade do povo chinês.
Mao Tsé-Tung falou de uma nação chinesa, mas especificou que os chineses são uma nação de base cívica de vários grupos étnicos e condenou explicitamente o etnocentrismo Han, que Mao chamou de Chauvinismo Han [en] e afirmou ter se espalhado na China. A constituição da China afirma que a China é uma sociedade multiétnica e que o Estado se opõe ao chauvinismo nacional e especifica o chauvinismo Han em particular.
Pode um comunista, que é um internacionalista, ao mesmo tempo ser um patriota? Pensamos que ele não só pode ser, como deve ser. Há o "patriotismo" dos agressores japoneses e de Hitler, e há o nosso patriotismo. Os comunistas devem se opor firmemente ao "patriotismo" de Hitler e dos agressores japoneses. Os comunistas do Japão e da Alemanha são pela derrota dos seus próprios países na guerra. É do interesse dos seus povos contribuir, por todos os meios, para a derrota dos agressores japoneses e de Hitler, sendo que quanto mais completa for essa derrota tanto melhor será. As guerras desencadeadas pelos agressores japoneses e por Hitler são tão nefastas aos restantes povos do mundo como aos povos do Japão e da Alemanha.

 O caso da China, entretanto, é diferente, porque ela é vítima de agressão. Os comunistas chineses devem, portanto, combinar o patriotismo com o internacionalismo. Somos ao mesmo tempo internacionalistas e patriotas, e nosso slogan é: "Lutar para defender a pátria dos agressores". Para nós o derrotismo é um crime e a luta pela vitória na resistência antijaponesa (Guerra da Resistência) é um dever inescapável. Pois somente lutando em defesa da pátria podemos derrotar os agressores e alcançar a libertação nacional. E somente alcançando a libertação nacional será possível que o proletariado e outros trabalhadores alcancem sua própria emancipação. A vitória da China e a derrota dos imperialistas invasores ajudarão os povos de outros países. Por consequência, nas guerras de libertação nacional, o patriotismo constitui uma aplicação do internacionalismo. O Papel do Partido Comunista da China na Guerra Nacional, Outubro de 1938.

### Alemanha Oriental
O Partido Socialista Unificado da Alemanha tinha oficialmente o patriotismo socialista dentro de seus estatutos. O partido expandiu isso enfatizando uma "consciência nacional socialista" envolvendo um "amor pela RDA e orgulho nas conquistas do socialismo". Contudo, a RDA afirmou que o patriotismo socialista era compatível com o internacionalismo proletário e afirmou que não deveria ser confundido com o nacionalismo, que era associado ao chauvinismo e à xenofobia.

### Etiópia
O Derg e a República Democrática Popular da Etiópia sob o governo de Mengistu Haile Mariam defenderam o patriotismo socialista. O Derg declarou que "patriotismo socialista" significava "amor verdadeiro pela própria pátria [e] liberdade de todas as formas de chauvinismo e racismo".

### Coreia do Norte

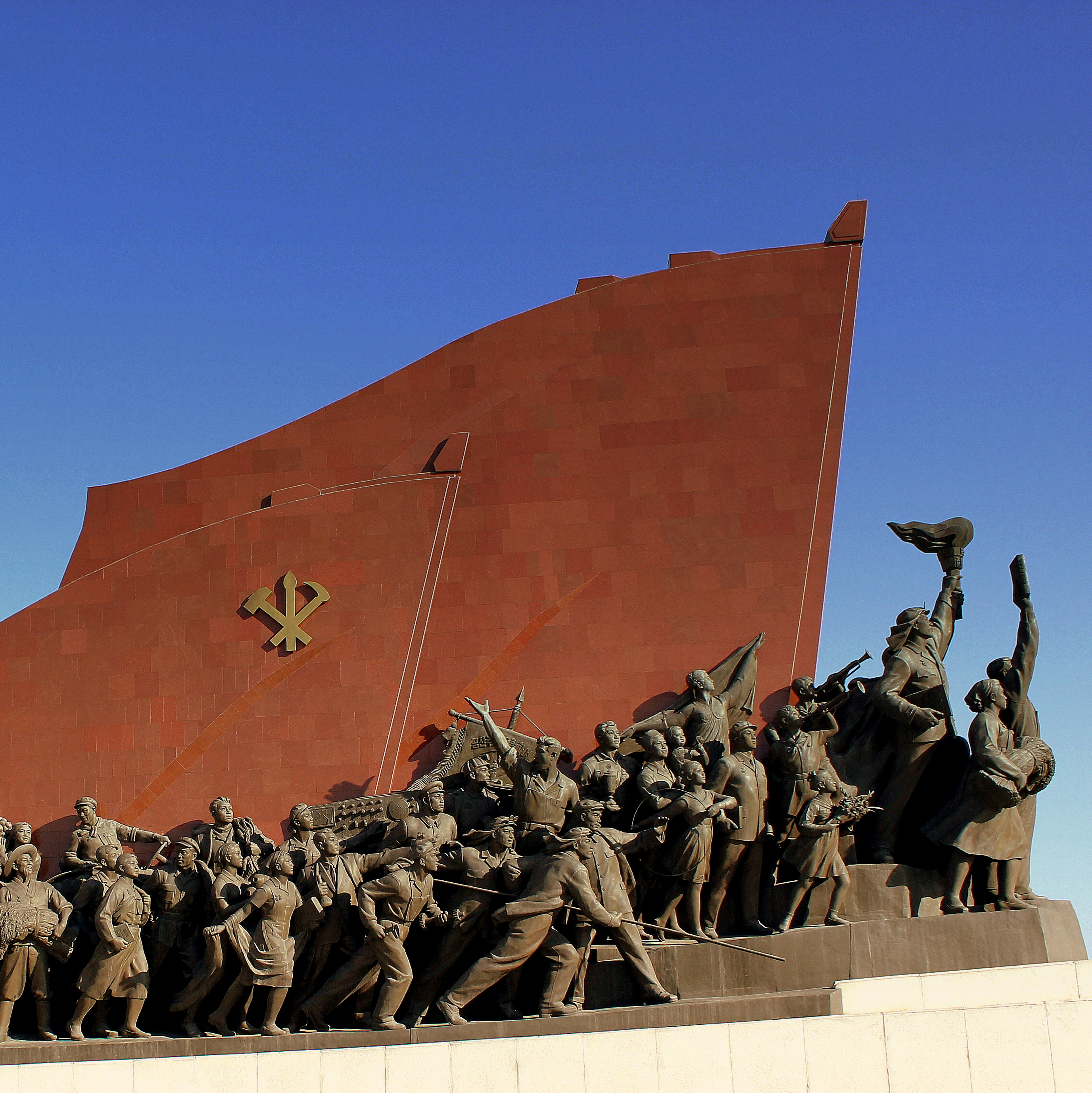
Monumento à Revolução Socialista, Pyongyang

Kim Il-sung promoveu o patriotismo socialista enquanto condenava o nacionalismo ao alegar que o mesmo destruía as relações fraternas entre as pessoas por causa de seu exclusivismo. Na RPDC, o patriotismo socialista foi descrito como uma ideologia destinada a servir seu próprio povo, ser fiel à sua classe trabalhadora e ser leal ao seu próprio partido (comunista).

O patriotismo não é um conceito vazio. A educação no patriotismo não pode ser conduzida simplesmente erguendo o slogan: "Armemo-nos com o espírito do patriotismo socialista". Educar as pessoas no espírito do patriotismo deve começar por fomentar a ideia de cuidar de cada árvore plantada na beira da estrada, das cadeiras e carteiras da escola... Não há dúvida de que uma pessoa que formou o hábito de cuidar de bens comuns desde a infância crescerá e se tornará um patriota valioso.— Kim Il Sung

### Vietnã
O Partido Comunista do Vietnã e o governo do Vietnã defendem o "patriotismo socialista" dos vietnamitas. O líder comunista vietnamita Ho Chi Minh enfatizou o papel do patriotismo socialista para o comunismo vietnamita e enfatizou a importância do patriotismo, dizendo: "No início foi o patriotismo e não o comunismo que me impulsionou a acreditar em Lenin e na Terceira Internacional."
Após o colapso do Partido Comunista Indochinês em 1941, o movimento comunista vietnamita desde a década de 1940 fundiu as políticas do internacionalismo proletário e do patriotismo vietnamita. O líder do Partido Comunista do Vietnã, Ho Chi Minh, foi responsável pela incorporação do patriotismo vietnamita ao partido, ele nasceu em uma família com fortes visões políticas anticoloniais relacionadas ao domínio francês no Vietnã. A incorporação do patriotismo vietnamita na agenda do Partido Comunista se encaixa na luta de longa data do Vietnã contra o domínio colonial francês. Embora Ho se opusesse ao domínio colonial francês no Vietnã, ele não tinha nenhuma aversão pela França como um todo, alegando que o domínio colonial francês era "cruel e desumano", mas que as pessoas na França eram boas pessoas. Ele estudou na França quando jovem, onde se tornou um adepto do marxismo-leninismo, e pessoalmente admirava o lema revolucionário francês "liberté, égalité, fraternité". Ele testemunhou o Tratado de Versalhes que aplicou os princípios dos Quatorze Pontos de Woodrow Wilson que defendiam a autodeterminação nacional, resultando no fim do domínio imperial sobre muitos povos na Europa. Ele foi inspirado pelo conceito wilsoniano de autodeterminação nacional.

### Iugoslávia
A República Socialista Federativa da Iugoslávia endossou o patriotismo socialista, promovendo o conceito de " fraternidade e unidade", onde as nações iugoslavas superariam suas diferenças culturais e linguísticas através da promoção de relações fraternas entre as nações.